# کلروپنت‌آمین‌کبالت کلرید
کلروپنت‌آمین‌کبالت کلرید (به انگلیسی: Chloropentamminecobalt chloride) نمک دی‌کلریدِ کمپلکس شیمیایی [Co(NH۳)۵Cl]۲+ است. این نمک بنفش-قرمز، دیامغناطیس و محلول در آب است. این ترکیب به لحاظ علمی و تاریخی مورد توجه بوده‌است.

## سنتز و واکنش‌ها
نمک به وسیله یک فرایند دو مرحله‌ای با اکسید کردن محلول کبالت کلرید و آمونیاک شروع می‌شود.
۲ CoCl۲·۶H۲O + ۱۰ NH۳ + ۲ HCl + H۲O۲ → ۲ [Co(NH۳)۵(OH۲)]Cl۳ + ۱۲ H۲O
سپس این واسطه گرم می‌شود تا کمپلکس با یکی از لیگاندهای کلریدِ کره بیرونی ایجاد شود:
[Co(NH۳)۵(OH۲)]Cl۳ →    [Co(NH۳)۵Cl]Cl۲ + H۲O
دی‌کاتیون [Co(NH۳)۵Cl]۲+ به صورت ایده‌آل تقارن C۴v دارد.
در یک محلول آبی، کلروپنتاآمین‌کبالت(III) کلرید، کمپلکس آکوپنت‌آمین را بازآرایی می‌کند. با سولفوریک اسید غلیظ، کلروپنتاآمین‌کبالت(III) کلرید، کمپلکس هیدروژن سولفات [Co(NH۳)۵OSO۳H]۲+ را تشکیل می‌دهد.

## همچنین ببینید
- پنتاآمین‌کلرورودیوم دی‌کلرید